# Claus Neumann
Claus Neumann (* 21. August 1938 in Dresden; † 20. Februar 2017) war ein deutscher Kameramann.
Claus Neumann war ab Mitte der 1960er Jahre als Kameramann des DDR-Filmunternehmens DEFA tätig. Nach der Wiedervereinigung arbeitete er für gesamtdeutsche Produktionen. Bis 1998 wirkte er insgesamt bei etwa 60 Produktionen mit.

## Filmografie (Auswahl)
- 1965: Studentinnen – Eindrücke von einer Hochschule
- 1966/1971: Der verlorene Engel
- 1967: Der tapfere Schulschwänzer
- 1967: Geschichten jener Nacht
- 1969: Wie heiratet man einen König?
- 1970: Aus unserer Zeit (Episode 1 und 3)
- 1970: Netzwerk
- 1971: Kennen Sie Urban?
- 1971: Männer ohne Bart
- 1972: Leichensache Zernik
- 1972: Es ist eine alte Geschichte
- 1973: Die Elixiere des Teufels
- 1974: Wahlverwandtschaften
- 1974: Leben mit Uwe
- 1975: Till Eulenspiegel
- 1977: Die Flucht
- 1977: Unterwegs nach Atlantis
- 1979: Addio, piccola mia
- 1980: Polizeiruf 110: Der Einzelgänger
- 1980: Don Juan – Karl-Liebknecht-Str. 78
- 1981: Der Dicke und ich
- 1982: Dein unbekannter Bruder
- 1984: Bockshorn
- 1985: Besuch bei van Gogh
- 1987: Vernehmung der Zeugen
- 1988: Felix und der Wolf
- 1989: Treffen in Travers
- 1990: Der Hut
- 1991: Das Licht der Liebe
- 1992: Tandem (Fernsehfilm)

## Auszeichnungen
- 1971: Kunstpreis des FDGB für Kennen Sie Urban?